# جون نورث
جون نورث (19 نوفمبر 1970 في المملكة المتحدة - ) (بالإنجليزية: John North)‏ هو لاعب كريكت بريطاني. لعب مع نادي مقاطعة ساسكس للكركيت ‏.

## وصلات خارجية
- جون نورث على موقع إي آس بي آن كريك إنفو (الإنجليزية)